# Laurent-Désiré Kabila
Laurent-Désiré Kabila (n. 27 noiembrie 1939 – d. 18 ianuarie 2001) a fost președintele Republicii Democrate Congo începând din 17 mai 1997, când l-a răsturnat pe dictatorul Mobutu Sese Seko, până când a fost asasinat de gărzile sale de corp la 18 ianuarie 2001. I-a urmat la conducere fiul său Joseph.

## Copilăria
Kabila s-a născut în tribul Luba din Baudoinville, Katanga, (astăzi Moba, provincia Tanganyika) din Congo Belgian. Tatăl său era etnic Luba, iar mama sa era etnică Lunda. El a studiat filosofia politică în Franța și a studiat și la Universitatea Dar es Salaam din Tanzania.

## Criza din Congo
Când Congo a obținut independența la 30 iunie 1960 și a izbucnit Criza din Congo, Kabila a fost „vicecomandant” în Jeunesses Balubakat, aripa tânără a Asociației Generale a Poporului Baluba din Katanga (Balubakat), grupare asociată cu Patrice Lumumba, în care a luptat activ împotriva forțelor secesioniste ale lui Moise Tshombe. În câteva luni, Lumumba a fost răsturnat de Joseph Mobutu, și până în 1962, Kabila a fost numit în adunarea provincială din Katanga de Nord și a fost șef de cabinet al Ministrului Informației Ferdinand Tumba. El a devenit suporter al grupării lumumbiste Prosper Mwamba Ilunga. Când lumumbiștii au format Conseil National de Libération, a fost trimis în Congoul de est pentru a organiza o revoluție, în particular în provinciile Kivu și Katanga de Nord. În 1965, Kabila a înființat o organizație rebelă transfrontalieră din Kigoma, Tanzania, peste Lacul Tanganyika.

## Dictatura lui Mobutu
Che Guevara l-a ajutat pe Kabila o perioadă scurtă în 1965. Guevara a venit în Congo cu aproximativ 100 de oameni pentru a încerca o revoluție în stil cubanez. După părerea lui Guevara, Kabila (pe atunci de 26 de ani) „nu era omul momentului” pe care îl căuta el, fiind mai interesat de femei și de alcool. Din acest motiv, credea Guevara, Kabila întârzia ajutorul, întăririle și proviziile cu zilele. Lipsa de cooperare între Kabila și Guevara a dus la reprimarea revoltei în același an.
Guevara îl considera, totuși pe Kabila singurul dintre cei întâlniți de el în Congo cu „calități adevărate de lider al maselor”. Totuși, el l-a acuzat de „neseriozitate revoluționară”.
În 1967, Kabila și restul susținătorilor săi și-au mutat operațiunile în zona muntoasă Fizi-Baraka din Kivu de Sud și au înființat Partidul Popular Revoluționar (PRP). Cu susținerea Chinei, PRP a înființat un stat marxist separatist în provincia Kivu de Sud, la vest de Lacul Tanganyika. Acest mic stat a colectivizat agricultura, și practica șantajul și contrabanda cu minereu. La sfârșitul anilor 1970 și începutul anilor 1980, Kabila acumulase o avere considerabilă și avea case în Dar es Salaam și Kampala.
Statul PRP a fost desființat în 1988 iar Kabila a dispărut, fiind crezut mort.
În Kampala, el s-ar fi întâlnit cu Yoweri Museveni, viitorul lider al Ugandei. Museveni și fostul președinte tanzanian Julius Nyerere l-au prezentat apoi pe Kabila lui Paul Kagame, viitorul președinte al Rwandei. Aceste contacte au devenit esențiale în anii 1990, când Uganda și Rwanda căutau o personalitate congoleză pentru a conduce o intervenție în Zair.

## Războiul și președinția

Drapelul Republicii Democrate Congo utilizat de Kabila

Kabila s-a întors în octombrie 1996, în fruntea etnicilor Tutsi din Kivu de Sud împotriva forțelor Hutu, la începutul Primului Război Congolez. Cu ajutor din Burundi, Uganda și Rwanda, Kabila și-a condus forțele într-o revoltă împotriva lui Mobutu sub numele de Alianța Forțelor Democrate pentru Eliberarea Congo-Zairului (ADFL). La jumătatea lui 1997, ADFL a repurtat victorii semnificative și, după eșecul tratativelor de pace din mai 1997, Mobutu a plecat din țară, iar Kabila a proclamat victoria la Lubumbashi în ziua de 17 mai, suspendând Constituția și schimbând numele țării din Zair în Republica Democrată Congo. După aceea, și-a făcut intrarea triumfală în Kinshasa la 20 mai și a devenit Președinte.
Kabila era marxist convins, dar politicile sale în acest moment erau un amestec de capitalism și agricultură colectivizată. Deși în Occident, Kabila a fost considerat un „soi nou” de lider african, criticii l-au acuzat că politicile sale nu diferă prea mult de cele ale predecesorului său, caracterizate de autoritarism, corupție și încălcări ale drepturilor omului. Kabila a fost acuzat de practicarea unui cult al personalității cu ajutorul fostului ministru al informației din timpul lui Mobutu, Dominique Sakombi Inongo.
În 1998, foștii aliați ai lui Kabila din Uganda și Rwanda s-au întors împotriva lui și au susținut o revoltă a Grupării pentru Democrația Congoleză (RCD): al Doilea Război Congolez. Kabila și-a găsit noi aliați în Zimbabwe, Namibia și Angola și a reușit să reziste în sudul și vestul țării, pentru ca în iulie 1999, negocierile să ducă la retragerea forțelor străine.

## Asasinarea
Revolta în țară a continuat, însă, iar Kabila a fost împușcat în după amiaza de 16 ianuarie 2001 de un membru al staffului său, Rashidi Kasereka, care a fost ucis imediat. Tentativa de lovitură de stat a eșuat, în ciuda reușitei asasinatului. Kabila ar fi fost transportat încă în viață în Zimbabwe; guvernul congolez a confirmat moartea sa acolo în ziua de 18 ianuarie. După o săptămână, trupul său a revenit în Congo pentru funeralii naționale și fiul său, Joseph Kabila Kabange, a devenit președinte după zece zile.
Anchetele asasinatului au dus la judecarea a 135 de persoane în fața unui tribunal militar special. Presupusul conducător al operațiunii, colonelul Eddy Kapend (unul dintre verii lui Kabila), și alți 25 au fost condamnați la moarte în ianuarie 2003. Dintre ceilalți inculpați, 64 au fost condamnați la închisoare de la șase luni la închisoare pe viață și alți 45 au fost achitați.